# Дворянская гвардия
Дворянская гвардия (итал. Guardia Nobile) являлась одной из трёх гвардий Ватикана, часть вооружённых сил папского государства.

## История
Дворянская гвардия была сформирована папой римским Пием VII 11 мая 1801 года как полк тяжёлой конницы из личного состава корпуса «Lance Spezzate», основанного в 1527 году Павлом IV и распущенного 20 февраля 1798 года после французской оккупации Рима и ареста Пия VI. Также в качестве членов новой гвардии в её состав влились старые папские гвардейцы из ордена «Рыцарей Света», основанного в 1485 году папой Иннокентием VIII.
Первоначально гвардия состояла из двух подразделений — ещё один отряд, именовавшийся «лёгкой кавалерией», состоял из новобранцев из числа младших сыновей благородных семейств.
Одной из их первых главных обязанностей должно было быть сопровождение Пия VII в Париж на коронацию Наполеона Бонапарта. Дворянская гвардия была расформирована после второго французского вторжения, но вновь воссоздана папой Пием VII в 1816 году, а в 1824 году оба подразделения объединены под единым командованием повелением Льва XII. С объединением Италии и ликвидацией Папской области в 1870 году, дворянская гвардия стала корпусом придворной гвардии. В 1968 году папа Павел VI переименовал дворянскую гвардию в «почетный караул его Святейшества».
Дворянская гвардия была упразднена папой римским Павлом VI в 1970 году как часть церковных реформ после Второго Ватиканского Собора. Ветераны этого подразделения ватиканских стражей после роспуска гвардии состоят в объединении ветеранов «La Compagnia delle Lance Spezzate» (рота сломанного копья).

## Возложенные функции
Сформированная исключительно в качестве дворцовой стражи, дворянская гвардия не состояла на действительной военной службе и ни разу не участвовала в боевых столкновениях во времена нескольких военных кампаний, которые развернулись в Папской области между 1801 и 1870 годами. Первоначально, полк был обязан обеспечивать эскорт для папы римского и других старших князей Церкви (в том числе носителей Золотой Розы), и миссий в пределах Папской области по воле папы римского.

### Благородная стража понтификов
Среди функций, возложенных на бойцов дворянской гвардии для обеспечения личной безопасности Папы римского, например, существовали предписания, обязывавшие двух гвардейцев следовать за Папой на расстоянии во время его ежедневных прогулок по садам Ватикана и ежесекундно следить за его безопасностью. Сегодня эта функция выполняется офицерами жандармерии Государства Ватикан.
С объединением Италии и ликвидацией Папской области в 1870 году, дворянская гвардия стала корпусом придворной гвардии, а её деятельность ограничилась несением службы на территории Ватиканского дворца. Хотя номинально она все ещё являлась кавалерийской гвардией, подразделение имело мало возможностей для развёртывания на лошадях в ограниченных пределах Ватикана, хотя два гвардейца по-прежнему сопровождали папскую процессию во время прогулок во всех садах Ватикана. В 1904 году конная служба была упразднена, а последние лошади были проданы.
Во время Второй мировой войны дворянская гвардия вместе с швейцарской гвардией обеспечивала личную безопасность Папы Пия XII. Впервые с 1870 года личному составу дежурного караула выдавались пистолеты. На протяжении всего периода войны гвардейцы охраняли, ночами — папские апартаменты, и днём — самого Пия XII, постоянно следуя за ним во время его ежедневных прогулок.

### Почётный караул
Дворянская гвардия появлялась на публике, только когда папа римский принимал участие в публичных действах; когда папа римский удалялся, его сопровождала дворянская гвардия. После 1870 года и до роспуска численность дворянской гвардии насчитывала менее 70 человек, осуществлявших в основном церемониальные обязанности — как почетный караул. Гвардейцы чаще всего появлялись на публике, когда папа руководил церемониями в базилике Святого Петра. Когда папа перемещался в Sedia Gestatoria, дворянские гвардейцы постоянно двигались рядом с папским креслом. В часы, отведенные для папских аудиенций, гвардейцы также стояли в приёмной кабинета понтифика и на официальных мероприятиях, занимая места по обе стороны от папского престола.
В период вакансии Святого Престола корпус состоял на службе Коллегии кардиналов.

### Посланники
Также в задачи членов этой гвардии входило уведомление новых кардиналов, живущих в католических государствах вне Рима, о новости относительно их возведения в сан, вместе с кардинальской шапкой и красной биреттой. Гаэтано Морони в своём произведении «Dizionario di erudizione storico-ecclesiastica» пишет, что первым дворянином, отправленным для выполнения этой функции, был маркиз Костагути, который объявил в сентябре 1801 года о присвоении сана кардинала всех архиепископу Сиены Антонио Дзондадари.

## Состав
Корпус был добровольческим — его членам не платили за их службу, и они должны были сами оплачивать экипировку и вооружение. При таких условиях службы количественный состав гвардии всегда был ограничен и потому её участниками в большинстве своём являлись представители римской знати, приближенной к папскому двору (all’aristocrazia «di baldacchino») и связанной со Святым Престолом, отчего эта гвардия и стала именоваться «Дворянской». Вначале новобранцы набирались лишь из знатных семей в самом Риме, но в двадцатом веке требования были смягчены для того, чтобы к корпусу могли присоединится аристократы из других регионов Италии. Командующий корпуса носил звание капитана (итал. Capitano) — ранг, эквивалентный генералу в итальянской армии. Одна из значимых позиций в пределах корпуса была должность Наследственного Знаменосца, который был ответствен, чтобы нести штандарт Римско-католической церкви.

## Форма и вооружение
Благородная гвардия Ватикана носила два различных типа формы, ношение которых зависело от того, в процессе каких церемоний должны были участвовать члены корпуса.
- Парадный мундир (итал. uniforme d'onore) предназначался для важных событий и богослужений, на которых было необходимо присутствие стражей Папы. Он включал в себя кирасирский шлем с чёрно-белым плюмажем, собственно мундир красного цвета с белыми обшлагами, золотыми эполетами и поперечным панталером, белый пояс на талии, белые брюки и чёрные сапоги для верховой езды. Все эти элементы, явно сохранившие черты кирасирского облачения, были введены в форму гвардейцев для постоянного напоминания о первоначальных функциях, выполнявшихся подразделением до реформирования.
- Вицмундир (итал. uniforme di servizio), являвшийся униформой, носимой ежедневно, состоял из кирасирского шлема с изображением папской эмблемы на передней части шлема, двубортного синего мундира прусского образца с красной окантовкой по борту и обшлагам, двухцветного чёрно-красного пояса с золотой пряжкой, на которой был изображён папский герб и тёмно-синих брюк с красными лампасами.

Первоначально гвардейцы были вооружены карабинами, пистолетами и саблями, но после 1870 года единственным оружием бойцов дворянской гвардии стала кавалерийская сабля, и только двум подразделениям вооружённых сил Ватикана (вторым являлась Папская швейцарская гвардия) было разрешено носить оружие даже в присутствии Папы и высших иерархов Церкви.

## В популярной культуре
Дворянская гвардия оставила значительный отпечаток в развитии итальянской культуры. Например, гвардия появляется в фильме «Маркиз дель Грилло», в основе сюжета которого лежат приключения командира гвардейцев Онорио дель Грилло.